# Mandalakasih
Mandalakasih is een bestuurslaag in het regentschap Garut van de provincie West-Java, Indonesië. Mandalakasih telt 5474 inwoners (volkstelling 2010).